# Magstatt-le-Bas
Magstatt-le-Bas là một xã ở tỉnh Haut-Rhin trong vùng Grand Est ở đông bắc Pháp. Xã này có diện tích 3,35 km², dân số năm 1999 là 471 người. Khu vực này có độ cao 310 mét trên mực nước biển.